# 延庆观
參數所指定的目標頁面不存在，建議更正成存在頁面或直接建立下列一個頁面（建立前請先搜尋是否有合適的存在頁面可以取代）：
- 延庆观 (古县)

延庆观，位于河南省开封市鼓楼区，是一座道教宫观。

## 历史
延庆观位于包公湖东北部。始建于元太宗五年（1233年）。原名重阳观，为纪念道教全真派创始人王重阳在此传教并于此逝世而建。明朝洪武六年（1373年）更名为延庆观。
据说，1169年，王重阳率丘处机等四名弟子到开封，寓居瓷器王氏的旅邸。在开封，王重阳收孟宗献为徒。1163年，孟宗献中状元后，被金世宗任命为翰林供奉。1170年，王重阳在开封羽化后，丧事是由孟宗献一手操办。王重阳灵柩暂厝于孟家后花园。但后来母亲病逝后，孟宗献在服丧期间因哀伤过度而病逝家中。
寓居瓷器王氏旅邸期间，王氏对王重阳并不礼貌。王重阳说：“吾后必宅是。”王氏认为这是狂言。1233年，“全真七子”之一郝大通的徒弟栖云真人王志谨主持重阳观。遵丘处机遗命，王志谨率徒弟历时30年建起了重阳观，元朝时称朝元宫。
1351年，刘福通起义，在开封称王之后，此观被烧毁。明朝，此观改称延庆观，曾多次修葺，但规模大不如前。延庆观尚属热闹，“过往官员、清客、巨商多于此寄寓”。明朝末年，李自成“挖墙填药爆破并掘黄河堤灌（开封）城”，延庆观也被毁。
清朝康熙年间，延庆观重修。道光年间，黄河决口，延庆观被淹没。光绪年间，再度重修。1927年，延庆观又被毁弃。此后，观内建筑或成为民宅，或遭到拆卖，或倒塌，仅存玉皇阁。改革开放后，1984年为发展旅游业，延庆观再次修葺。延庆观、繁塔都由延庆观繁塔文物保管所管理。
1984年修葺时，有关部门将底层下部淤没在泥土中的玉皇阁从土里挖出。此后，玉皇阁一直处在3米多深的大坑里。因为距离包公湖仅200多米，包公湖的水面与玉皇阁底部的水位落差1.2到1.5米。从1984年起，包公湖水不停渗向玉皇阁所在的3米多深的大坑。玉皇阁四周挖设了集水沟，每两小时用水泵抽水一次。包公湖水被污染，含碱大，不断侵蚀玉皇阁的基础。抽水也造成泥沙流失，使延庆观建筑都出现裂缝，地面局部沉降，玉皇阁自下而上出现长裂缝，整体向东北倾斜，面临倒塌。2001年，国家文物局批复同意整体抬升玉皇阁。2010年，延庆观玉皇阁成功顶升3米多。2011年，延庆观（重阳宫）复建工程项目正式签约，延庆观玉皇阁地下展厅开展。玉皇阁地下展厅是随着玉皇阁顶升工程而新建的展厅，位于玉皇阁地下，300多平方米，陈列延庆观历史、玉皇阁顶升工程、道教“六十甲子”展、全真七子传教浮雕等。
1986年11月21日，延庆观被公布为河南省文物保护单位。1996年11月20日，延庆观、繁塔被并入全国重点文物保护单位北宋东京城遗址。
2015年3月，第十二届全国政协委员、中国道教协会副会长、北京市道教协会会长黄信阳在中国人民政治协商会议第十二届全国委员会第三次会议上提交提案，建议将延庆观开放为道教活动场所。

## 建筑
延庆观的古建筑仅存玉皇阁。玉皇阁分上、中、下三层，通高18.25米，坐北朝南，砖砌仿木结构。第一层外部呈四方形，内部像蒙古包，阁内供奉真武大帝铜像一尊。第二层为八楞形实体，不设楼梯。第三层为八角攒尖亭，亭内供奉汉白玉玉皇大帝像。玉皇阁集蒙古包与阁楼的特征为一体，带有元代风格。
20世纪末到21世纪初，新建有东西道房、三清殿等建筑。